# Mālā

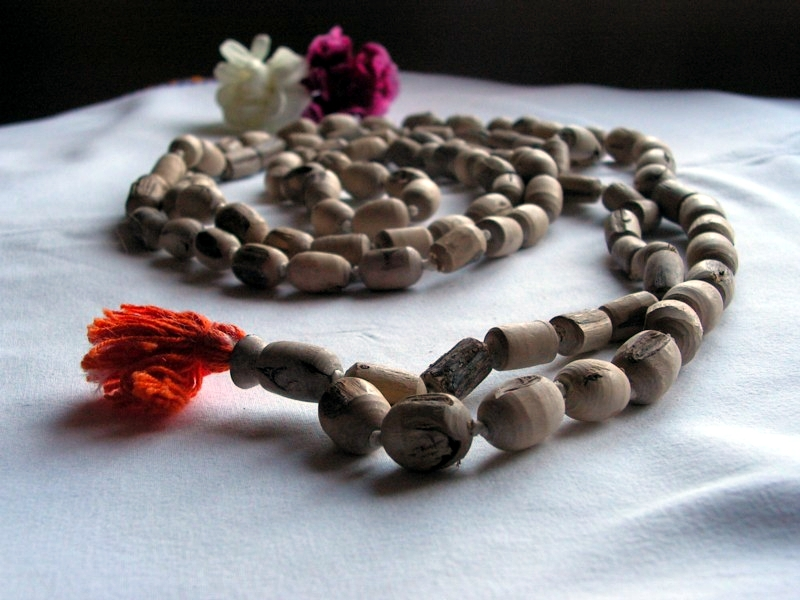
Una mālā induista.

Con il termine mālā (in sanscrito माला, "corona, ghirlanda, serie", femminile) si indica un rosario, ovvero una corona composta da grani avente lo scopo di numerare i mantra o le preghiere e diffuso presso le religioni originarie dell'India.
Altri termini sanscriti per indicare questo oggetto religioso sono: 
- Akṣamālā, composto da akṣá, sostantivo maschile che indica un seme dell'Elaeocarpus ganitrus o anche della Terminalia bellirica con cui vengono elaborati rispettivamente rosari e dadi; e mālā, "rosario"; quindi "rosario composto da semi".
- Japamālā, composto da jápa che come aggettivo è ciò "che mormora", il 'mormorare' preghiere, dal verbo (classe 1a) jap per l'appunto 'mormorare preghiere, pronunciare incantesimi'; e mālā, "rosario"; quindi "rosario per contare le preghiere, i mantra, mormorati".

## Lamālānel Buddhismo

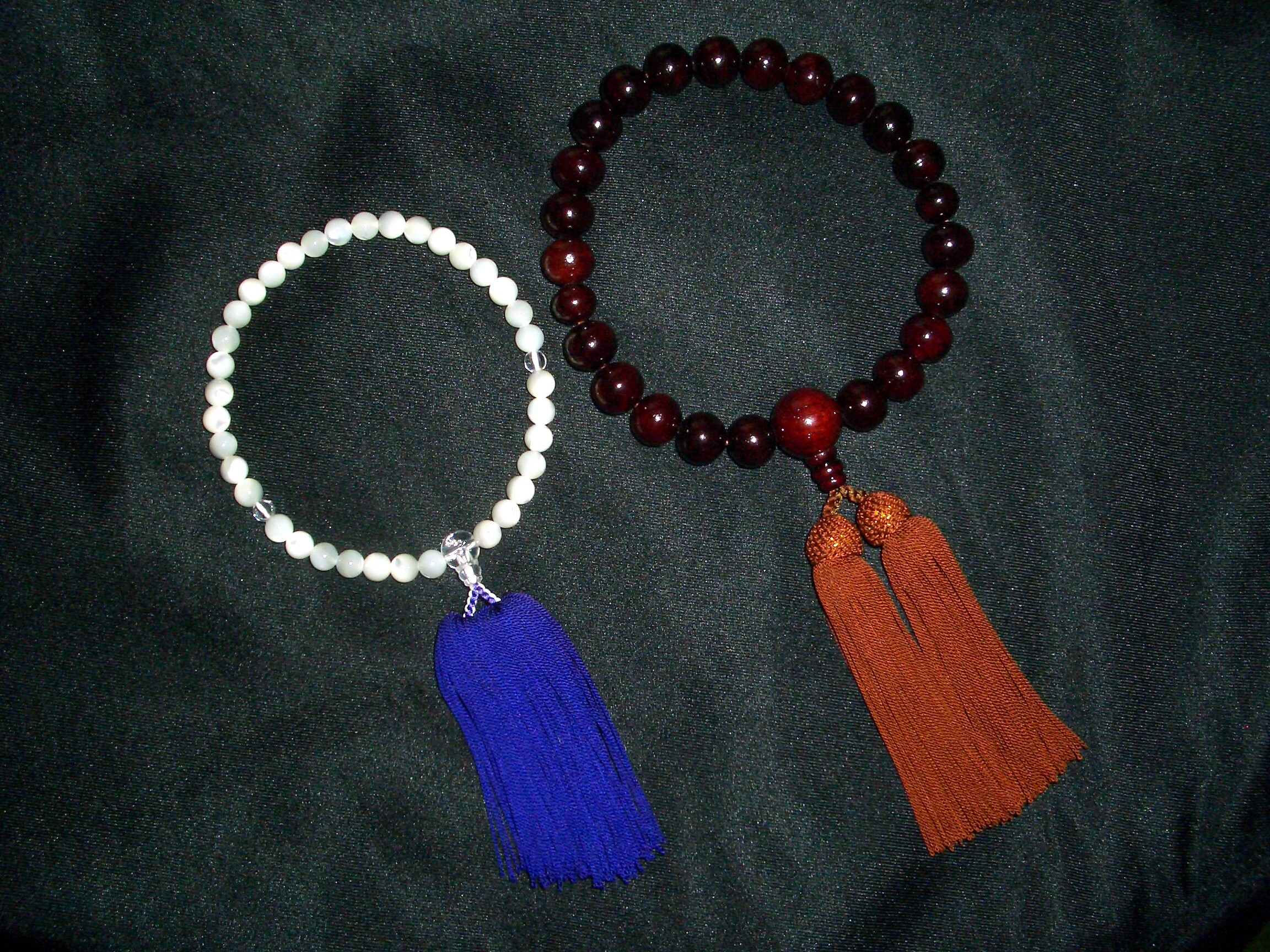
Una mālā buddhista.

La mālā (in cinese: 佛珠 fózhū "collana buddhista" o 念珠 niánzhū "collana per la recitazione [dei nomi del Buddha]" o "collana mnemonica" da cui il giapponese 念珠 nenju e 数珠 juzu; il vietnamita 佛珠: phật châu e 念珠 niệm châu; birmano: ba-di; tibetano trengwa o Îphreng ba) è una collana in grani utilizzata nel mondo buddhista per la recitazione di dhāraṇī, mantra e formule rituali quali, ad esempio, il nembutsu.
Per il suo uso religioso talvolta viene chiamata "rosario buddhista" per associazione al Rosario cristiano, anche se questo è posteriore.
Originatasi in India almeno dal II secolo a.C., quando fu raffigurata negli affreschi delle Grotte di Ajanta, la mālā si diffuse in tutti i paesi asiatici che furono influenzati dalla diffusione del Buddhismo.
Usualmente di 108 grani (o in multipli di 9), numero ricorrente nella numerologia buddhista e dai vari significati, la mālā può essere costituita di grani di varia natura: dalle perle al legno di sandalo, alle ossa umane in area di cultura tibetana.
La pratica prevede che la mālā venga utilizzata per mantenere il calcolo delle recitazioni senza distrarre la mente dalla pratica religiosa con un calcolo numerico mentale: ad ogni recitazione la mano sgrana un elemento della mālā facendo ruotare il pollice in senso orario su ciascun grano, mantenendo quindi un rapporto con la circumambulazione solare, ovvero oraria, degli Stūpa e con l'analogo modo di procedere all'interno dei templi buddhisti.
Nel Buddhismo Zen, dove non vengono recitati mantra, la mālā  è un semplice bracciale che i praticanti portano al polso sinistro a ricordar loro simbolicamente 108 attaccamenti che ogni praticante deve evitare se vuole liberarsi dalla sofferenza.

## Lamālānell'Induismo
La mālā nell'induismo viene utilizzata durante la meditazione e la recitazione dei mantra dedicati ad una particolare manifestazione degli Dei.